# Lichtajny (Olsztynek)
Lichtajny (deutsch Köllmisch Lichteinen, bis 1931 Lichteinen bei Hohenstein, nach 1908 Königlich Lichteinen) ist ein Dorf in der polnischen Woiwodschaft Ermland-Masuren. Es gehört zur Gmina Olsztynek (Stadt- und Landgemeinde Hohenstein) im Powiat Olsztyński (Kreis Allenstein).

## Geographische Lage
Lichtajny liegt im südlichen Westen der Woiwodschaft Ermland-Masuren, 24 Kilometer südöstlich der einstigen Kreisstadt Osterode in Ostpreußen (polnisch Ostróda) bzw. 29 Kilometer südwestlich der heutigen Kreismetropole und Woiwodschaftshauptstadt Olsztyn (deutsch Allenstein).

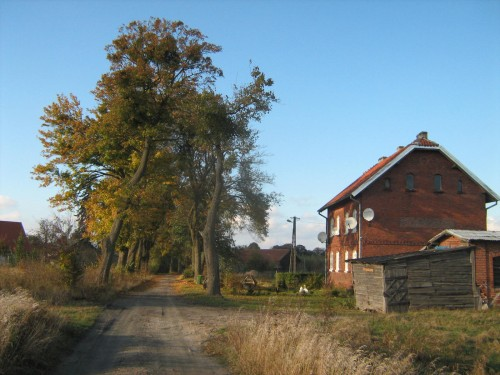
Dorfstraße

|  |

## Geschichte
Erstmals urkundlich erwähnt wurde das Dorf Lichtenhayn im Jahre 1410. Nach 1477 wurde es Lichteinen, nach 1908 Königlich Lichteinen und bis 1931 Lichteinen b. Hohenstein genannt. 1874 kam die Landgemeinde Lichteinen zum Amtsbezirk Hohenstein i. Ostpr.-Land (polnisch Olsztynek) im Kreis Osterode in Ostpreußen. Im Jahre 1910 zählte Königlich Lichteinen 359 Einwohner.
Aufgrund der Bestimmungen des Versailler Vertrags stimmte die Bevölkerung in den Volksabstimmungen in Ost- und Westpreußen am 11. Juli 1920 über die weitere staatliche Zugehörigkeit zu Ostpreußen (und damit zu Deutschland) oder den Anschluss an Polen ab. In Lichteinen stimmten 200 Einwohner für den Verbleib bei Ostpreußen, auf Polen entfielen keine Stimmen.
Am 24. September 1931 wurde das Dorf in „Köllmisch Lichteinen“ umbenannt. Die Einwohnerzahl der Gemeinde belief sich 1933 auf 329 und 1939 auf 317.
In Kriegsfolge kam Köllmisch Lichteinen 1945 mit dem gesamten südlichen Ostpreußen zu Polen. Das Dorf erhielt die polnische Namensform „Lichtajny“ und ist heute als Sitz eines Schulzenamts (polnisch Sołectwo) eine Ortschaft der Gmina Olsztynek (Stadt- und Landgemeinde Hohenstein i. Ostpr.) im Powiat Olsztyński (Kreis Allenstein), bis 1998 der Woiwodschaft Olsztyn, seither der Woiwodschaft Ermland-Masuren mit dem Amtssitz Olsztyn (Allenstein) zugeordnet. Im Jahre 2011 zählte Lichtajny 206 Einwohner.

## Kirche

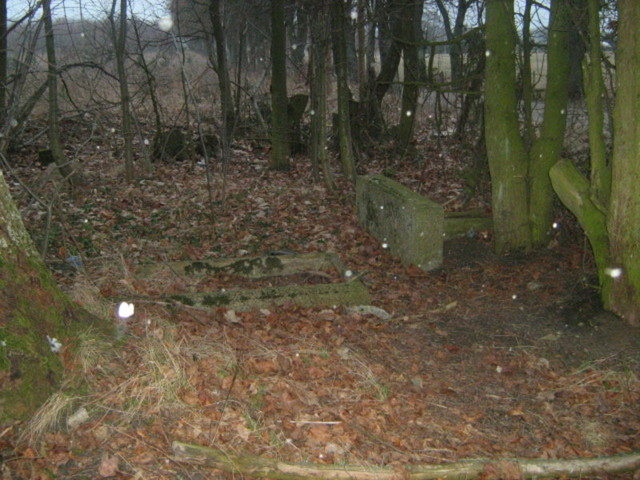
Verwaister alter evangelischer Friedhof

Lichteinen war bis 1945 in die evangelische Pfarrkirche Hohenstein (Ostpreußen) in der Kirchenprovinz Ostpreußen der Kirche der Altpreußischen Union, außerdem in die römisch-katholische Kirche der Stadt Hohenstein im Bistum Ermland eingepfarrt.
Heute gehört Lichtajny katholischerseits zur Herz-Jesu-Kirche Olsztynek im jetzigen Erzbistum Ermland, evangelischerseits zur Kirchengemeinde Olsztynek, einer Filialgemeinde der Christus-Erlöser-Kirche Olsztyn in der Diözese Masuren der Evangelisch-Augsburgischen Kirche in Polen.

## Verkehr
Lichtajny liegt an einer Nebenstraße, die von Olsztynek (Hohenstein i. Ostpr.) über Królikowo (Königsgut) hierher und als Landweg weiter bis Drwęck (Dröbnitz) und Pacółtowo (Groß Pötzdorf) führt.
Zwischen 1894 und 1945 war Lichteinen Bahnstation an der von Elbing (polnisch Elbląg) kommenden Bahnstrecke Osterode–Hohenstein. Sie wurde in Kriegsfolge geschlossen.